# Susan Cernyak-Spatz
Susan E. Cernyak-Spatz (Viena, 27 de julio de 1922 - Charlotte, 17 de noviembre de 2019) fue una profesora austríaca de lengua y literatura alemanas en la Universidad de Carolina del Norte en Charlotte. Fue una superviviente del Holocausto. Sus memorias, Protective Custody: Prisoner 34042, se publicaron en 2005. 

## Infancia y educación
Susan Eckstein nació en Viena, hija de Ernest Eckstein y Frieda Eckstein. Los Ecksteins eran judíos. Al comienzo de la Segunda Guerra Mundial, ella y su madre fueron deportadas al gueto de Theresienstadt. Sobrevivió dos años en el campo de exterminio de Auschwitz-Birkenau, de 1943 a 1945, a la marcha de la muerte en invierno lejos de Auschwitz, y a un tiempo más corto en el campo de concentración de Ravensbrück en 1945. Trabajó como intérprete después de la liberación para la inteligencia estadounidense y el ejército británico.
Eckstein asistió a la escuela en Berlín y Viena cuando era niña a principios de la década de 1930. Terminó sus estudios universitarios en el Southwest Missouri State College en 1968, y obtuvo su doctorado en la Universidad de Kansas en 1972. Mientras era estudiante, recibió una beca nacional Woodrow Wilson.

## Trayectoria profesional
Enseñó lengua y literatura alemanas en la Universidad de Carolina del Norte, Charlotte, desde 1972 hasta su jubilación en 1992. Ella creó el programa de Estudios de Holocausto de la universidad. En la jubilación, en sus noventa años, continuó dando entrevistas, conferencias a grupos comunitarios y conversaciones con estudiantes de secundaria sobre sus propias experiencias durante la guerra. Se estrenó en 2018 un vídeo con la historia de su vida titulado Surviving Birkenau.
También escribió sus memorias en inglés con el título, Protective Custody: Prisoner 34042 (2005), y otra en alemán, Theresienstadt, Auschwitz-Birkenau, Ravensbrück. Drei Stationen meines Lebens (2008). Protective Custody: Prisoner 34042 se llevó al teatro.
En 1985 publicó un libro de texto, Literatura alemana sobre el Holocausto, y coeditado con Charles S. Merrill Language and Culture: A Trascending Bond- Essays and Memoirs by American Germanists of Austro-Jewish Descent en 1994.
Tradujo varias obras del alemán al inglés, entre otras, The Meeting de Bernhard Frankfurter, basada en una película de 1988 en la que un superviviente del Holocausto, Dagmar Ostermann, se enfrentó a un médico nazi, Hans Wilhelm Münch.

## Vida personal
Susan Eckstein se casó con Bernard M. Fishman, un militar estadounidense, en Bruselas, y se trasladó con él a los Estados Unidos en 1946. Tuvieron tres hijos antes de divorciarse en la década de 1960. Se casó en segundas nupcias con Henri Cernyak, nacido en Turquía, en 1970. Su tercer marido gue el austríaco Hardy Spatz, que vivió en Cuba, murió en 2001.  
Eckstein murió en 2019, a los 97 años, en su casa en Charlotte."La historia de Susan fue invaluable", dijo su rabino en Charlotte, Judy Schindler. "Cuando contó su historia a los estudiantes y escucharon las lecciones que tenía que enseñar, basadas en sus experiencias, ellos pudieron trasladarla a sus almas para tratar de crear un mañana mucho mejor".